# Botocudos

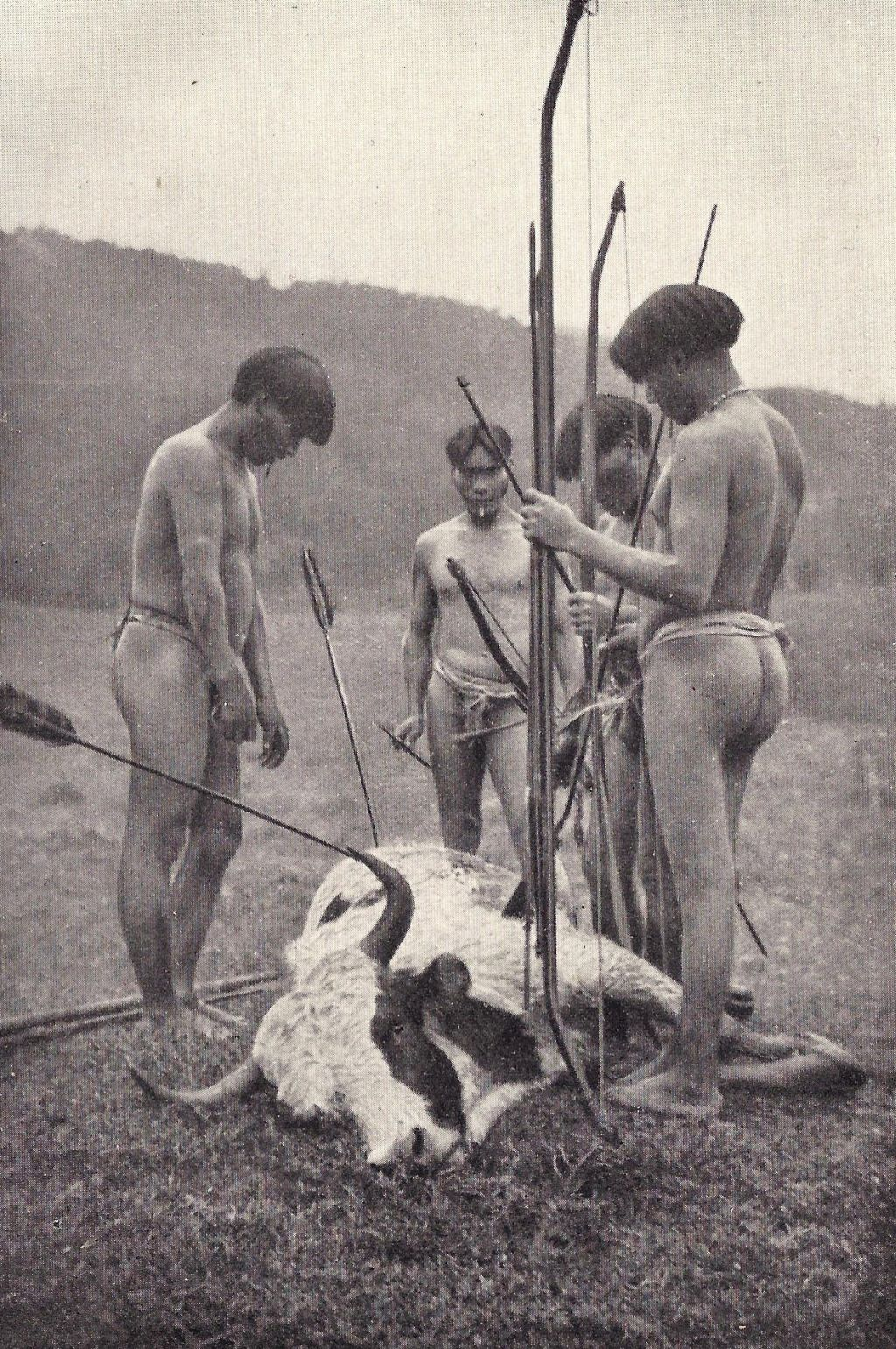
Cazadores botocudo en 1928

El término botocudos es la denominación dada por los portugueses a los indígenas pertenecientes a grupos de diversas filiaciones lingüísticas y regiones geográficas, debido al uso de discos ("botoques") labiales y auriculares. También llamados aimorés, pertenecían al grupo Macro-Gê y vivían desde el sur del actual estado brasileño de Bahía hasta el norte de Espírito Santo y la región del valle del e río Doce, e el oriente de Minas Gerais. Todavía existen botocudos en las cuencas de los ríos Mucuri y Pardo.

## Historia y costumbres

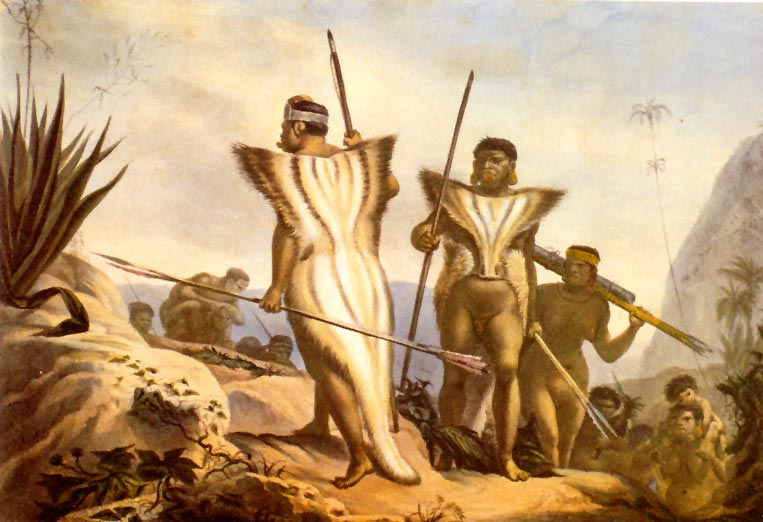
Familia de indios botocudos.

Los botocudos se caracterizaban por su violencia. Varios testimonios aseguran que eran antropófagos y atacaban a los pueblos de goitacases y puris, sus adversarios tradicionales, o caravanas de viajeros e incluso fincas de colonos, incendiando lo que encontraban a su paso.
Las primeras noticias sobre ellos datan del siglo XVI. Gabriel Soares de Sousa, en su relación de las costas de Brasil, ofrece una descripción de los aimoré (nombre dado a botocudos), su vida y sus costumbres, considerándolos descendientes de los tapuias, algo que más tarde los estudios no han confirmado. Los botocudos (algunos se daban a sí mismos el nombre de engerakmung) habitaban la costa brasileña entre las latitudes de 13º a 23º sur. En el siglo XIX, ya habían quedado confinados entre los ríos Dulce y Pardo (15º a 20º de latitud sur).
Diversos estudiosos del siglo XIX los describen en general como fuertes, bien conformados, de estatura baja o media, caja torácica larga y achatada en la parte anterior, tronco alargado, manos y pies pequeños, piernas finas y cuello corto. Se deformaban las orejas y los labios inferiores por medio de botoques, discos blancos hechos, generalmente, de madera de barriguda (Bombax ventricosa), secados al fuego y de tamaño variable, llegando a los 12 cm. Por lo general andaban desnudos, y algunos hombres usaban fundas para el pene realizadas con hojas trenzadas de Issara.
Sus viviendas, debido a los desplazamientos constantes de los miembros de la tribu, eran de fácil y rápida construcción, en general hojas de palma y ramas apoyadas sobre estacas, donde los pocos utensilios domésticos estaban en el suelo, donde también dormía.
La familia era polígama. El matrimonio resultaba de la voluntad de los esposos y padres, independientemente de la ceremonia, y se disolvía fácilmente. Las mujeres y los niños trabajaron duro y obedecían a su marido y padre. Además de la recolección y la pesca, correspondía a las mujeres construir las cabañas y transportar la carga, incluidos los niños pequeños. En cuanto a la religión, no hay muchos registros sobre sus creencias. Entre ellas había un exorcismo para ahuyentar a los demonios de las tumbas de los muertos, realizando hogueras cerca de estas, por lo general por parte de los familiares.
Hasta mediados del siglo XIX, sólo fueron cazadores y recolectores, siendo la de pesca y la recolección tarea de las mujeres y los niños. La caza la realizaban los hombres individualmente o, a veces, en grupos, pero cada grupo tenía un área especial. El arco y la flecha eran los instrumentos utilizados.
No usaban embarcaciones, lo cual es raro en la región, y tal vez aprendieron a nadar de los blancos o de otros indios, ya que Gabriel Soares de Souza afirma que no sabían hacerlo, mientras que el príncipe Maximiliano de Wied ya los califica como hábiles nadadores y trepadores de árboles. El contacto con los blancos no siempre les fue ventajoso. Aprenderán, por ejemplo, a labrar la tierra, pero también aprenderán a fumar y se volverán bebedores habituales de aguardiente.
Grandes corredores y guerreros temibles, fueron los responsables del fracaso de las capitanías de Ilhéus, Porto Seguro y Espírito Santo. Siempre fueron vecinos temidos. Antes del descubrimiento de Brasil por parte de los europeos, habían desalojado a los tupinaquis de sus tierras al sur de Bahía.
Ya desde el siglo XVI fueron famosos como «salteadores» de las haciendas de los colonos blancos, lo que motivó las represalias de estos. Se dice que en Espírito Santo el conde de Linhares, cuya hacienda en el río Doce era muy atacada por los botocudos, en una célebre proclama instó à la guerra contra ellos, orden que, de acuerdo con el testimonio de Maximiliano de Wied, era fielmente seguida por lo oficial subalterno de Riacho e probablemente por los cuarteles a lo largo de la costa norte do Espírito Santo.
Los registros de las expediciones anteriores al siglo XIX muestran que estas no atravesaban los bosques donde vivían botocudos: ni Espinosa, ni Tourinho, Adorno, Martim Carvalho, el coronel Bento Lourenço Vaz de Abreu Lima y Francisco Teixeira Guedes. Nadie salía ileso de los enfrentamientos con ellos. Solo con la ocupación masiva en el siglo XIX los colonos conocerán la victoria sobre los botocudos. Las propuestas de paz posteriormente hechas se traducirán en tolerancia para entrar en su territorio. Los que trataron a los indios de manera amistosa lograron tal propósito, como Teófilo Ottoni, João Felipe Calmon, los frailes Serafim Gorízio y Angelo Sassoferrato, que aprovecharon las enseñanzas humanitarias del comandante francés Guido Marlière, que trabajó con los nativos de la región do vale del acero, en los actuales municipios de Ipatinga, Timóteo, Coronel Fabriciano, Marlíeria y Jaguaraçu (Estado de Minas Gerais) a inicios del siglo XIX.
Algunos grupos de botocudos sobrevivirán hasta el siglo XX en los bosques situados entre el río Jequitinhonha y el valle del río Doce, en los Estados de Bahía, de Minas Gerais y Espírito Santo. Luego, los restos de los grupos que vivían en los ríos Mucuri y Jequitinhonha fueron reunidos en la misión de Itambacuri, en Minas Gerais, donde desaparecerán. Los grupos del río Doce, pacificados en 1911, fueron reunidos en reservas situadas en Espírito Santo y Minas Gerais.

## Grupos

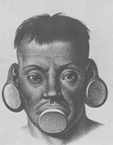
Indio botocudo (Dibujo de Johann Moritz Rugendas)

Muchos fueron los grupos indígenas denominados botocudos, debido al uso de ornamentos labiales y auriculares ("botoques"), independientemente del grupo etnolingüístico al que pertenecieran:
- aranãs (todavía considerados botocudos);
- bacuéns;
- caingangues;
- cracmuns;
- crenaques (todavía considerados botocudos);
- eteuetes;
- guticraques;
- jiporoques;
- maconis;
- malalis;
- minhajiruns;
- mokuriñs (todavía considerados botocudos);
- nacnenuques;
- nacrerrés;
- naques-nhapemãs;
- nepes-nepes;
- panhames;
- pejaeruns;
- pojixás;
- tacruques-craques;
- xetás;
- xoclengues (del estado de Santa Catarina).